# Cine de Armenia

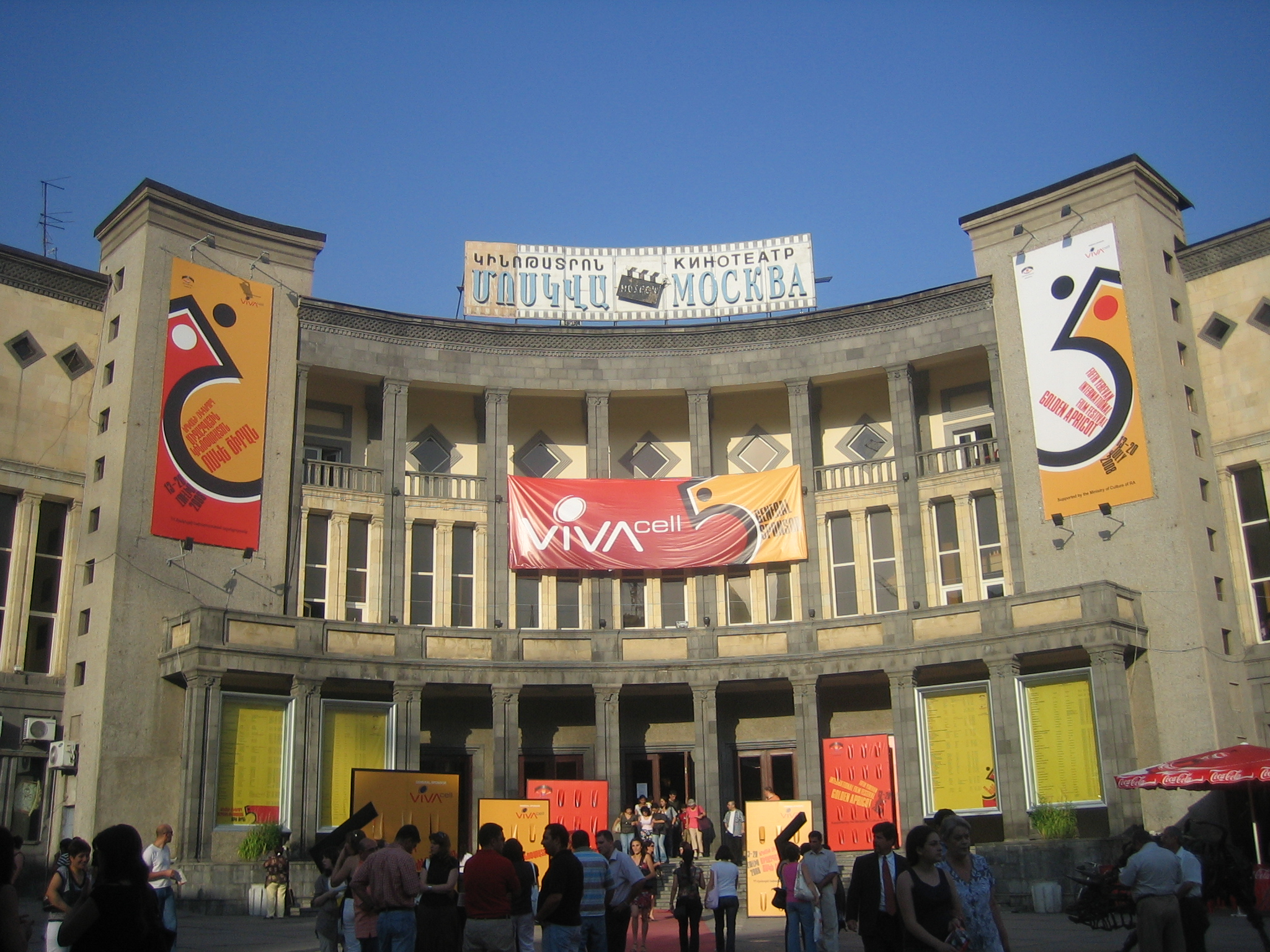
El cine Moskva de Ereván.

El cine de Armenia comprende el arte del cine y películas creativas realizadas dentro de la nación de Armenia o por cineastas armenios en el extranjero. Debido a los rígidos estándares soviéticos, el cine armenio tiene fecha oficial de nacimiento; el 16 de abril de 1923, cuando el Comité de Estado Armenio de Cine fue establecido por un decreto del gobierno soviético.

## Historia
En marzo de 1924, se estableció el primer estudio de cine armenio: Armenfilm (en armenio: Հայֆիլմ "Haykino", en ruso: Арменкино "Armenkino") en Ereván, empezando con Armenia Soviética (1924) la primera película documental armenia.
Namus fue la primera película armenia muda en blanco y negro (1926), dirigida por Hamo Beknazarian y basada en una obra de Alexander Shirvanzade. Trata de la mala suerte de dos amantes que han sido prometidos por sus familiares desde la infancia: por violaciones de namus (una tradición de honor), el padre casa a la muchacha con otra persona.
La primera película sonora, Pepo, fue dirigida por Hamo Beknazarian y estrenada en 1935.
El cine armenio moderno produjo tres películas de ficción, ocho cortometrajes y quince documentales en 2011.

## Directores
Entre los directores más recientes cabe mencionar:
- Sergei Parajanov (director de El color de las granadas)
- Henrik Malyan Nahapet
- Artavazd Peleshian (director de Las estaciones del año)
- Hamo Beknazarian
- Edmond Keosayan
- Frunze Dovlatyan
- Mikhail Vartanov (director de Parajanov: La última primavera)
- Levon Mkrtchyan (Hovhannes Shiraz)
- Atom Egoyan Ararat
- J. Michael Hagopian,